# Thawan Thamrongnawasawat
Thawan Thamrongnawasawat (in lingua thai: ถวัลย์ ธำรงนาวาสวัสดิ์; trascritto anche Thamrongnavaswadhi e abbreviato Thamrong) (Provincia di Ayutthaya, 21 novembre 1901 – Bangkok, 3 dicembre 1988) è stato un politico e militare thailandese.
Fu l'ottavo primo ministro del Siam, l'odierna Thailandia, e faceva parte della fazione progressista del panorama politico nazionale. Assunse l'incarico il 23 agosto 1946 in un momento di turbolenza per il Paese e fu destituito dal colpo di Stato militare guidato dal dittatore Plaek Pibulsonggram l'8 novembre 1947.

## Biografia
Nato nella Provincia di Ayutthaya nel 1901, era figlio di Ooh e della signora Ngern Thareesawasdi. Dopo aver frequentato la Scuola Devasirin, entrò all'Accademia dei Cadetti della Marina Militare e fu poi ammesso all'Associazione nazionale degli avvocati. Dopo la laurea fece carriera nella Regia Marina Siamese fino a ricevere il titolo nobiliare Luang Thamrongnavaswadhi.

### Carriera politica
Fu uno dei giovani ufficiali delle forze armate che si unirono agli studenti tornati in Siam dopo la laurea in Europa per cospirare contro la monarchia assoluta. Tra questi studenti, i più influenti si sarebbero rivelati il civile Pridi Banomyong e il militare Plaek Pibulsonggram, noto come Phibun. Furono coinvolti anche alcuni membri dei vertici delle Forze Armate e il 24 giugno del 1932 i cospiratori portarono a termine il colpo di Stato conosciuto come rivoluzione siamese del 1932, che costrinse il re Prajadhipok a concedere la monarchia costituzionale. L'evento avrebbe relegato la casa reale ad un ruolo esclusivamente formale per oltre due decenni.
Thamrong fu dapprima nominato deputato nel nuovo Parlamento e nel 1933 entrò come ministro nel governo di Phot Phahonyothin, che nel 1936 lo promosse a ministro dell'Interno. Fu incluso nell'esecutivo anche dal successivo primo ministro Phibun come ministro della Giustizia nel 1938. L'anno successivo il Paese mutò il nome Siam, scartato dai nazionalisti per la sua provenienza cinese, in Thailandia. Conservò l'incarico anche durante la seconda guerra mondiale. Nel 1941 vi fu l'invasione giapponese della Thailandia, che fu costretta ad allearsi con gli invasori. Nel corso del conflitto, Pridi Banomyong organizzò la resistenza anti-giapponese nel movimento Seri Thai, (Thailandia Libera) reclutando partigiani e tenendo i contatti con le forze Alleate. Thamrong e altri capi della Marina appoggiarono Pridi in questo periodo.
Con la resa del Giappone dell'agosto 1945, il movimento Seri Thai uscì allo scoperto e monopolizzò la scena politica dei tre anni successivi. Nell'immediato dopoguerra, Pridi sostenne i movimenti rivoluzionari del sudest asiatico che lottavano per l'indipendenza: una presa di posizione che gli avrebbe inimicato le Potenze occidentali entrate nella guerra fredda contro l'Unione Sovietica. Si alternarono quattro governi civili che si trovarono a combattere una grave crisi economica, aggravata dall'obbligo di pagare i danni di guerra. Per restituire al popolo fiducia nel governo civile, il 24 marzo 1946 Pridi fu posto a capo del governo. Le novità durante il suo mandato furono i primi partiti liberi dall'influenza militare nel Paese, a cui fu ridato il nome Siam, e la promulgazione della nuova Costituzione che per la prima volta prevedeva il bicameralismo.
Dopo essere uscito dal governo nel 1944 con la caduta di Phibun, Thamrong aveva mantenuto i contatti con Pridi e lo appoggiò curando l'organizzazione del partito Fronte Costituzionale. L'11 giugno 1946 entrò nel nuovo esecutivo di Pridi come ministro della Giustizia, con la carica di retroammiraglio della Regia Marina. Due giorni prima, il giovane re Ananda Mahidol era stato trovato morto nel suo letto con un proiettile in testa in uno degli edifici del Grande Palazzo Reale, in circostanze rimaste avvolte dal mistero. Quello stesso giorno fu nominato re Bhumibol Adulyadej (Rama IX), fratello minore di Ananda Mahidol.

#### Primo ministro
Il luttuoso evento danneggiò pesantemente il prestigio di Pridi, che si era dimesso dalla carica di reggente del sovrano nel dicembre precedente. Tra le voci che circolarono, vi furono quelle che lo ritennero mandante del regicidio. Il successivo 23 agosto, Pridi rassegnò le dimissioni adducendo motivi di salute e affidò il governo a Thamrong, che, oltre ad assumere la carica di Primo ministro, mantenne il dicastero della Giustizia.
La perdita di credibilità di Pridi dopo il regicidio e il modo con cui furono eseguite le indagini relative allo stesso regicidio, contribuirono a indebolire il governo di Thamrong. I conservatori del neonato Partito Democratico approfittarono della crisi e si rinforzarono sensibilmente, in particolare sfruttarono il risentimento popolare per le condizioni dell'economia nazionale prostrata dall'obbligo di risarcire i britannici per i danni di guerra. Thamrong ottenne un sensibile sconto dai britannici ma il risarcimento, sotto forma di riso, restò di proporzioni tali che fu obbligato a requisire il riso ai produttori, scatenando un'ondata di proteste.
I conservatori criticarono inoltre i governi civili per la loro politica conciliante verso le minoranze cinesi, musulmane e delle tribù di montagna, per non sapere gestire le indagini sulla morte di Rama VIII, l'economia, la politica estera, l'ordine pubblico, la svalutazione del baht, la Pubblica Istruzione e per non saper combattere la corruzione. In breve cominciarono a circolare voci di un possibile colpo di Stato. Le misure prese da Thamrong per fronteggiare la crisi si rivelarono insufficienti.
Le lotte che si erano innescate tra le fazioni politiche dei civili minarono la capacità di resistere al ritorno al potere dei militari, incolpati nell'immediato dopoguerra per l'esito del conflitto. Pridi e Thamrong sottovalutarono le capacità della vecchia classe dirigente delle forze armate, che era stata accantonata per far posto a uomini che facevano riferimento al movimento Seri Thai. I militari erano stati umiliati al ritorno dalla campagna della Birmania, rimossi dalla vita politica nazionale e un paragrafo della Costituzione del 1946 vietò loro di essere eletti al Parlamento. Alcuni ministri che erano stati nel Seri Thai ventilarono la possibilità che le forze armate venissero smantellate in quanto il Paese non aveva bisogno di loro. I vecchi vertici militari si riorganizzarono quindi per riprendere il controllo dell'esercito e della situazione politica.
Dopo essere uscito indenne dal processo per crimini di guerra, Phibun aveva saputo conservare la propria influenza sulla fazione nazionalista delle forze armate. Era inoltre visto dalle classi più abbienti della popolazione civile come il baluardo contro l'avanzata del comunismo in Siam. Fu in quegli anni che ebbe inizio la guerra fredda su scala mondiale e gli Stati Uniti estesero la propria influenza sul Siam, preoccupati per il crescente successo dei comunisti nella regione, in particolare nel Vietnam. Washington considerava ancora Phibun un criminale e un nemico, ma ritenne necessario che il potere fosse tolto alla fazione del progressista Pridi e affidato al Partito Democratico dei conservatori Pramoj e Aphaiwong.

### Colpo di Stato ed esilio
Gli Stati Uniti acconsentirono quindi con riserva al ritorno di Phibun, in grado di appoggiare con l'esercito il Partito Democratico e di ispirare il colpo di Stato militare dell'8 novembre 1947 che pose fine al governo di Thamrong e all'egemonia di Pridi Banomyong. Thamrong era consapevole dell'effettivo rischio di un colpo di Stato, ma era stato assicurato dal comandante in capo dell'esercito Luang Adul, uomo di rilievo di Seri Thai, che le truppe erano saldamente sotto il suo controllo. Tra i militari responsabili del golpe vi fu il colonnello Sarit Thanarat, che negli anni successivi avrebbe assunto sempre maggiore potere fino a diventare dittatore e primo ministro nel 1958. Con il ritorno di Phibun ai vertici delle forze armate, Pridi e Thamrong riuscirono a mettersi in salvo e furono costretti all'esilio. Thamrong si rifugiò a Hong Kong e tornò in patria molti anni dopo. Morì in un ospedale di Bangkok il 3 dicembre 1988.